# Præstekongen Johannes
Legenderne om Johannes Præstekonge (alternativt: Johannes Presbyter, Præstekongen Johannes eller Jon Præst) var populære i Europa især fra det 12. indtil det 17. århundrede. De fortalte om en kristen patriark og konge, om hvem det blev fortalt at han regerede over et stort kristent rige mod øst, mellem de ellers muslimske og hedenske lande der. Skriftlige beskrivelser af dette fantasirige var fyldt med folkelige sagnforestillinger og eventyrvæsner. En af de udbredte forestillinger om Johannes var at han var efterkommer af en af biblens tre mager og derfor en stor hersker over et stort og rigt kongedømme. Det husede mange undere og fabeldyr, og det var her patriarken Sankt Thomas var kommet til. Andre undere inkluderede ungdommens kilde og porten til Paradisets have.
I begyndelsen mente man i Europa at Præstekongen Johannes’ rige befandt sig i Indien; efterretninger om nestorianske kristne der og beretningen om Thomas’ missionsrejser i østen i det apokryfe skrift Thomasakternes fungerede formodentlig som inspirationskilder. Da mongolerne dukkede op i Europa i begyndelsen af 13. århundrede, begyndte mange i stedet at placere riget i Centralasien, mens portugisiske opdagelsesrejsende efterhånden blev overbevist om at de havde fundet ham i Etiopien. Johannes’ kongerige var en idé der tændte en gnist hos mange mennesker, som de så drog i ud i verden for at finde. For den kristne kirke var han også et symbol på kristendommens universalitet, i en verden der ellers var præget af etniske og interreligiøse stridigheder.

## Legendens oprindelse
Historierne om Sankt Thomas' mission i Indien, som kan dateres tilbage til 3. århundrede, har haft afgørende betydning for udviklingen af forestillingen om en østlig kristen konge. Andre fragmenterede efterretninger om kristne samfund i Asien, kendt som nestorianerne i vesten, må også have bidraget til den. Dertil kan traditionen delvis være opstået i biskoppen og historikeren Eusebius’ gengivelse af hvad Irenæus havde fortalt om Presbyteren Johannes, en tåget figur fra de tidligste kristendom i Syrien. Han er måske forfatteren til to af Johannesbrevene. Udover et sammenfald i navne er der dog ikke meget der forbinder de to skikkelser.
Uanset ophav, så begyndte legenden at sprede sig i begyndelse af 12. århundrede, da forlydender om et besøg af ærkebiskoppen af Indien i Konstantinopel, og af patriarken af Indien i Rom hos paven florerede på Callixtus II’s tid (1119 – 1124). Det er dog uvist om disse besøg af Indiske kristne nogensinde har fundet sted, da alle beretningerne om dem er andenhånds. Om ikke andet så skriver Otto af Freising i Chronicon fra 1145, at han det forgående år ved Eugenius III’s hof i Viterbo havde mødt en person ved navn Hugo, som var biskop i Jabala i Syrien. Hugo fungerede som udsending for Raimond fyrste af Antiokia, som søgte assistance fra de vestlige kongeriger efter belejringen af Edessa. Dette møde fik Eugenius til appellere til et nyt korstog til det Hellige land. Otto skrev at Hugo fortalte paven at Johannes, en nestoriansk kristen der både fungerede som konge og præst, havde erobret byen Ecbatana fra perserne under et stort slag få år før. Efterfølgende forsøgte Johannes tilsyneladende at nå frem til Jerusalem for at frelse Kongeriget Jerusalem fra dets fjender, men de opsvulmede vande i Tigrisfloden havde forhindret ham i at nå frem, og han var nu vendt tilbage til sit eget land.
Ottos beretning er tilsyneladende en lidt mudret version af faktiske begivenheder. I 1141 besejrede den mongolske khan Yelü Dashi de seljukkiske tyrkere ved Samarkand. Seljukkerne kontrollerede på dette tidspunkt Persien og var på dette tidspunkt den stærkeste magt i den muslimske verden; nederlaget ved Samarkand svækkede dem dog mærkbart. Mongolerne var dog på ingen måde kristne, og det er helt usandsynligt at Yelü Dashi nogensinde var blevet kaldt Johannes. Flere af hans vasaller var dog praktiserende kristne, hvilket kan have ført til den version Otto gengav.

## Legenden breder sig
I 1160'erne modtog den byzantinske kejser Manuel Komnenos et brev, der skulle være skrevet af kong Johannes. Brevet var et litterært falsum, men det vakte stor opsigt og blev i de følgende år kopieret og oversat til flere sprog. Her var endelig information om Johannes og hans rige.. Man vidste stadig ikke, hvor Johannes egentlig boede. Pave Alexander 3. sendte i 1177 sin læge Philip afsted med et brev til præstekongen, men man hørte ikke mere til ham. I det mongolske riges storhedstid var der i Europa en opfattelse af, at Johannes og hans efterkommere måtte findes i Centralasien, og da Djengis Khan skabte stabilitet og tilgængelighed i området, var det typisk der man ledte efter Johannes.
Da det begyndte at gå ned ad bakke for det mongolske rige, og adgangsvejene igen blev farlige, skiftede søgningen efter Johannes fokus. Fra omkring 1250 begyndte man i stigende grad i Europa at se Ethiopien som det sted hvor hans rige lå. I 1306 sendte den etiopiske kejser Wedem Arad en diplomatisk mission til Europa, med tilbud om samarbejde mod muslimerne, og det satte endnu mere skub i associationen mellem Etiopien og Johannes. De følgende århundreder blev denne ide holdt i live, på trods af at etiopierne selv afviste, at navnet Johannes nogensinde havde figureret i deres kongerække.

## Den danske udgave
I Danmark fik historien en helt speciel drejning. Kong Christian 2. følte – som andre europæiske regenter – et behov for at polstre sit monarki med en glorværdig fortid der kunne samle nationen i respekt, og han fik en tro væbner i kannik Christian Pedersen, der i 1515 vendte hjem fra sine studier i Paris. Sammen kastede de sig over historien om Holger Danske, som fik tilføjet nye afsnit om store bedrifter i Asien. Han skulle være draget til orienten med 15 herrer af fin slægt og 20.000 væbnere, og blandt de 15 var friseren Johannes, der var så glad for kirkegang at han fik tilnavnet Jon Præst. I Pedersens bog om danske helte fra 1521 skiftede han bekvemt nationalitet fra frisisk til dansk, og allerede i løbet af middelalderen havde han fået sin egen historie som hersker over et stort rige i Indien. Da Gotfred af Ghemen i 1510 udgav en dansk oversættelse af det famøse brev til Manuel 1., var præstekongen blevet til Jon Præst, og Christian Pedersen sørgede for, at der kom yderligere udgivelser om de danske helte.

## Legenden afvises
Da forskere i 17. århundrede som den tyske orientalist Hiob Ludolf kunne bevise at der ikke var nogen forbindelse mellem præstekongen Johannes og de etiopiske konger, forsvandt sagnriget efterhånden fra verdenskortene. Men indtil da havde legenden direkte eller indirekte inspireret europæiske opdagelsesrejsende og skattejægere i århundreder til at udforske de ukendte lande på den anden side af oceanerne.

## Litterære referencer
Selvom udsigten til nogensinde at finde Præstekongens rige for længst var forsvundet gav legenden stadig inspiration til forfattere og kunstnere langt op i det 20. århundrede. Fx indeholder William Shakespeares skuespil fra 1600 Much Ado About Nothing referencer til legenden. I 1910 brugte den engelske forfatter og politiker John Buchan legenden til at underbygge plottet i sin roman Prester John om et zuluoprør i Sydafrika. Buchans bog blev meget populær og den var måske medvirkende til at Præstekongen ofte kom til at optræde i populærkulturelle værker og tegneserier i hele dette århundrede. I Charles Williams roman War in Heaven optræder Johannes som en messiasfigur og beskytter for den hellige gral. Og i Umberto Ecos roman Baudolino fra 2000 er fabrikationen af legenden i midten af 12. århundrede en vigtig del af bogens plot, da hovedpersonen sammen med sine venner selv opfinder legenden, men efterfølgende rejser ud for at finde riget. Den danske forfatter Poul Vad tager i romanen Rubruk fra 1972 også udgangspunkt i legenden om præstekongen. Rubruk er en munk, der sendes ud for at finde denne mytiske person, men i stedet finder sig selv.

## Eksterne link
- Otto af Freising om Præstekongen Johannes Arkiveret 13. september 2007 hos  Wayback Machine
- Legenden ifølge Sir John Mandeville, 14th century Arkiveret 28. februar 2021 hos  Wayback Machine
- ’’Brevet fra Præstekongen Johannes, forkortet oversættelse til engelsk
- Meir Bar-Ilan, "Prester John: Fiction and History" Arkiveret 22. december 2015 hos  Wayback Machine
- Prester John, frit tilgængelig på Project Gutenberg
- Hele teksten til Historie om Jon Præst på tekstnet.dk. Arkiveret 30. august 2019 hos  Wayback Machine